# Fantomas (film 1964)
Fantomas – kolorowa komedia kryminalna produkcji francuskiej z 1964 roku w reżyserii André Hunebelle’a. W rolach głównych wystąpili Louis de Funès oraz Jean Marais. Film ten (i dwa następne z tą samą obsadą) był ekranizacją serii popularnych powieści kryminalnych o Fantomasie. Film we Francji obejrzało 4,5 mln widzów.
Trylogia o przygodach Fantomasa z udziałem Louisa de Funès nie jest jedyną ekranizacją powieści o nieuchwytnym przestępcy. Pierwsze filmy opowiadające o nim, jeszcze w wersji niemej, powstały już w 1913 i 1914. Następnie, w wersji czarno-białej, ale już z głosem w 1931, 1947 i 1949. W 1979 w telewizji francuskiej ukazał się także 4-odcinkowy serial o Fantomasie.

## Fabuła
Wytworny angielski lord Shelton, w towarzystwie małżonki lady Beltham, kupuje moc luksusowej biżuterii. Po jego wyjściu jubiler zauważa, że czek opiewający na 5 mln franków wypełniony został znikającym atramentem. Na blankiecie pozostał jedynie podpis przestępcy: Fantomas.
Od tej pory Fantomas (Jean Marais) staje się nie tylko postrachem jubilerów, lecz także wrogiem publicznym nr 1 i zmorą francuskiej policji. Fandor (także Jean Marais), reporter dziennika Le point du jour z pomocą narzeczonej Heleny (Mylène Demongeot), szukając sensacji, która mogłaby podnieść nakład pisma, wymyśla wywiad z Fantomasem, charakteryzując go w nim jako zimnego mordercę-sadystę bez wyobraźni. Materiał ten staje się niebywałą sensacją, rozwścieczając przy okazji komisarza Juve'a (Louis de Funès).
Niezadowolony jest również Fantomas. Uprowadza dziennikarza do swej tajnej, wysoce zautomatyzowanej siedziby. Zbrodniarz czuje się ośmieszony artykułem w prasie, bo wedle własnej opinii jest geniuszem zbrodni. Pozwala mu jednak naprawić swój błąd i jeszcze raz napisać artykuł, tym razem odpowiadający jego woli. Gdy dziennikarz nie spełnia jego rozkazu, trochę wbrew własnej woli, przestępca porywa go raz jeszcze. Aby go ukarać, zbrodniarz zamierza w masce łudząco przypominającej twarz Fandora popełnić serię przestępstw. Okazją do tego jest zbliżająca się wystawa drogocennej biżuterii na Polach Elizejskich.
Kolejną ofiarą Fantomasa staje się gamoniowaty komisarz policji, Juve. Próbując go zdyskredytować złoczyńca przyjmuje również jego twarz. Nikt, a najmniej policja, nie zdaje sobie sprawy z rozmiarów niebezpieczeństwa, jakim jest przybierający wciąż nowe oblicza i odciski palców przestępca bez twarzy.

## Obsada
- Louis de Funès: komisarz policji Paul Juve
- Jean Marais: Jérôme Fandor/Fantômas/lord Shelton
- Mylène Demongeot: Hélène Gurn
- Jacques Dynam: inspektor Michel Bertrand
- Robert Dalban: redaktor naczelny gazety
- Christian Toma: inspektor policji
- Marie-Hélène Arnaud: lady Maud Beltham
- Andrée Tainsy: jubiler
- Henri Attal: człowiek Fantomasa
- Dominique Zardi: człowiek Fantomasa
- Michel Dupleix: inspektor policji
- Gaston Meunier: gracz w kasynie
- Bernard Musson: policjant

## Odbiór filmu
- We Francji film obejrzało 4493 tys. widzów i był piątym filmem pod względem oglądalności w roku 1964[2].
- W Związku Radzieckim film obejrzało 46 mln widzów, a tytuł stał się kultowy[3].
- Maciej Karpiński w swej recenzji Człowieka orkiestry na łamach „Filmu” stwierdził, że ze wszystkich dotychczasowych filmów z Louisem de Funèsem na ekranach polskich kin, filmowa seria z Fantomasem jest najlepsza[4].